# Södra Sallerup
Södra Sallerup, før 1885 blot Sallerup, var en landsby og et sogn i Malmøhus Len, Oxie Herred, Sverige. 
Landsbyen er i dag sammenvokset med bydelen Husie i Malmø.
Södra Sallerup Kirke er fra 1100-tallet.
55°35′07″N 13°07′09″Ø / 55.58528°N 13.11917°Ø